# Graminicole à bec court
Catriscus brevirostris
Genre
Espèce
Statut de conservation UICN

 LC  : Préoccupation mineure
La Graminicole à bec court (Catriscus brevirostris) est une espèce de passereaux de la famille des Locustellidae.

## Répartition et sous-espèces
Son aire s'étend à travers l'Afrique subsaharienne.
Selon la classification de référence du Congrès ornithologique international (14.2, 2024) :
- C. b. alexiae (Heuglin, 1863) — miombo et forêts d'altitude guinéennes, camerounaises, du rift Albertin et d'Afrique orientale
- C. b. brevirostris (Sundevall, 1850) — afromontane du Malawi, sud du Mozambique et est de l'Afrique du Sud